# کاکرن ۴۵۵۱
سیارک ۴۵۵۱ (به انگلیسی: 4551 Cochran، نامگذاری:1979MC) چهار هزار و پانصد و پنجاه و یکمین سیارک کشف شده‌است که در ۲۸ ژوئن ۱۹۷۹ کشف شد.
قدر مطلق سیارک برابر ۱۴٫۰۰ است.